# 崔翰
崔翰（929年—992年），字仲文，京兆万年人。
少年即有大志，曾隨後周世宗出征淮南，平定寿春，再取关南，以功补军使。北宋初年，迁御马直副指挥使，又隨征泽、潞。开宝九年（976年）领端州刺史。太平兴国二年（977年）秋天，代殿前都指挥使职。宋太宗在京西检阅部队，崔翰以五色号令旗，指挥进退，宋太宗見後大喜，對左右說：“晋朝之将，必无如崔翰者。”
太平興國四年，征太原，率先攻城，臉頰被流矢擊中，神色不变，終灭北汉。又參與高梁河之戰、滿城之戰，與遼軍互有勝負。雍熙二年（985年），移知滑州。雍熙三年，擔任威虏军行营兵马都部署。雍熙四年春天，改镇定国军。淳化三年卒，享年六十三歲，死時家无余赀。赠侍中。有子崔继颙，擔任過虞部员外郎。

## 延伸阅读
[在维基数据编辑]
 《宋史·卷260》，出自脱脱《宋史》